# Harpagolestes
Harpagolestes is een geslacht van uitgestorven carnivore hoefdieren uit de familie Mesonychidae van de Mesonychia dat tijdens het Eoceen in Noord-Amerika en oostelijk Azië leefde.

## Fossiele vondsten
Fossielen van Harpagolestes zijn gevonden in de Verenigde Staten, Canada en de Volksrepubliek China. De vondsten dateren uit het Midden-Eoceen. Waarschijnlijk vond in het Midden-Eoceen migratie van zoogdieren plaats tussen oostelijk Azië en Noord-Amerika met uitwisseling van roofzoogdieren, omomyide primaten, de eerste haasachtigen en onevenhoevigen zoals brontheriërs en chalicotheriërs. Harpagolestes is zowel bekend van vondsten uit de Bridger-formatie en Uinta-formatie in de Verenigde Staten als de Arshanto-formatie en Irdin Mahna-formatie in Binnen-Mongolië.  

## Kenmerken
Harpagolestes had het formaat van een beer. Het dier had robuuste kaken met grote, afgesleten tanden die aanpassingen voor het kraken van botten suggereren. 